# Michele Taronita
Michele Taronita in greco Μιχαήλ Ταρωνίτης? (fl. XI-XII secolo) fu un aristocratico bizantino e cognato dell'imperatore Alessio I Comneno. Fu coinvolto in una congiura contro di egli e fu bandito nel 1094.

## Biografia
Michele apparteneva alla famiglia aristocratica dei Taroniti, un clan principesco di origine armena proveniente da Taron. Suo padre, il patrikios Gregorio Taronita, era stato coinvolto in una cospirazione contro il Grande domestico Costantino, fratello dell'imperatore Michele IV il Paflagone (regno 1034-1041).
Intorno al 1061-1063 circa sposò Maria Comnena, la figlia maggiore del Grande domestico Giovanni Comneno e di Anna Dalassena, e sorella del futuro imperatore Alessio I Comneno (r. 1081-1118). Nel 1070, Michele accompagnò il cognato Manuele Comneno nella campagna contro i Turchi Selgiuchidi e fu fatto prigioniero insieme a lui e a Niceforo Melisseno da una formazione turca. Tuttavia, Manuele convinse presto il capo turco, Chrysoskoulos, a entrare al servizio di Bisanzio e i tre furono liberati. La sua carriera fino all'ascesa al trono di Alessio I nel 1081 è per il resto sconosciuta.
In qualità di imperatore, Alessio promosse rapidamente Michele alle più alte cariche di corte: Michele fu nominato protosebastos e protovestiarios, prima di ricevere il nuovo titolo di panhypersebastos, che lo poneva alla pari del cesare Niceforo Melisseno. Nonostante questi alti onori, fu coinvolto nella cospirazione di Niceforo Diogene, figlio e per breve tempo co-imperatore di Romano IV Diogene (r. 1068-1071). La congiura fu scoperta nel giugno del 1094 e i suoi capi, Diogene, Michele Taronita e Catacalo Cecaumeno, furono banditi e le loro proprietà confiscate. Gli altri cospiratori furono poco dopo accecati, ma Taronita sfuggì alla sua condanna grazie all'intervento della moglie. La sua sorte è sconosciuta, così come quella di Maria Comnena, che potrebbe essersi fatta monaca con il nome monastico di Anna. Entrambi erano certamente morti nel 1136.
La coppia ebbe due figli e forse una figlia, che forse si chiamava Anna, ma non è certa. I figli erano:
- Giovanni Taronita (nato intorno al 1067), che ricoprì il ruolo di governatore e comandante provinciale, represse la rivolta del cugino Gregorio Taronita[12][13].
- Gregorio Taronita (nato nel 1075/80 circa), protovestiario e primo ministro durante il primo regno di Giovanni II Comneno[14].